# Judita Švabska
Judita Marija Švabska (nemško Judith von Ungarn, madžarsko Sváb Judit, 
poljsko Judyta Salicka) je bila nemška princesa, hči cesarja Henrika III. in njegova druge žene Neže Poitoujske, po poroko s Salomonom Ogrskim ogrska kraljica in po poroki z Vladislavom I. Hermanom poljska vojvodinja, * 9. april 1054, Goslar, † 14. marec 1105?

## Ogrska kraljica
Judito so kmalu po rojstvu zaročili s Filipom, najstarejšim sinom in dedičem francoskega kralja Henrika I. Zaroka je bila septembra 1058 razveljavljena, ko je Juditin brat Henrik IV. sklenil mirovni sporazum  z Andrejem I. Ogrskim. Del tega sporazuma  je bila tudi  Juditina zaroka z Andrejevim sinom in dedičem Salomonom. Ko je Andrej I. leta 1060 umrl, so njegova vdova in sinovi našli zatočišče na nemškem dvoru. S podporo močnega bodočega svaka je Salomonu po smrti strica Béle I. leta 1063 uspelo zasesti ogrski  prestol. Kmalu zatem se je v Székesfehérvárju poročil z Judito.
Njun zakon ni bil uspešen. Čeprav se na splošno verjame, da je bil zakon brez otrok, nekateri viri navajajo, da sta Salomon in Judita imela hčerko Sofijo, kasneje poročeno z grofom Berg-Schelklingenskim. V 70. letih 11. stoletja se je Salomon boril za oblast s sinovi Béle I. in bil 14. marca 1074 poražen pri Mogyoródu. Judita je pobegnila v Nemčijo, Salomon pa se je še naprej boril za ogrski prestol. Leta 1077 je dokončno sprejel vladavino Ladislava I., za kar je po formalni abdikaciji leta 1081 prejel obsežna  ozemlja. Nadaljeval je spletkariti proti Ladislavu, zato ga je dal novi kralj zapreti. Izpustil ga je 15. avgusta 1083 ob kanonizaciji prvega ogrskega  kralja Štefana I.
Judita je medtem živela v Regensburgu v Nemčiji. Po izpustitvi se je Salomon poskušal vrniti k ženi, a ga je zavrnila. Nazadnje je sklenil zavezništvo s Kuteškom, poglavarjem v Moldaviji naseljenih Pečenegov. V letih 1084-1085 se je menda poročil s Kuteškovo hčerko in s tem zagrešil bigamijo. S pomočjo svojega novega tasta je poskušal pridobiti nazaj ogrsko krono, vendar ga je Ladislav I. premagal. Leta 1087 je Salomon sodeloval v pohodu Pečenegov proti Bizantinskemu cesarstvu in bil ubit v bitki pri Odrinu.

## Poljska vojvodinja
Leta 1089 se je Judita poročila s prav tako ovdovelim poljskim vojvodom Vladislavom I. Po poroki se je preimenovala v Sofijo, morda zato, da bi se razlikovala od Vladislavove prve žene Judite Přemyslovne. Drugemu možu je rodila več hčera in imela očitno velik vpliv na politično življenje na Poljskem. Možno je, da je bila ljubica Sieciecha, ki je bil pravi vladar države. Aktivno mu je celo pomagala pri poskusu prevzema oblasti na Poljskem. Judita in Sieciech sta očitno dala zastrupiti Mješka Boleslavoviča, nekdanjega dediča Poljske, in prepričala Vladislava, naj sprejme ukrepe za razdedinjenje svojega najstarejšega sina Zbignjeva v korist mlajšega Boleslava, za katerega je očitno menila, da je bolj obvladljiv. Vladislavovi sinovi pa so že za očetovega življenja izsilili delež v poljski vladi. 
Vladislav I. je umrl leta 1102, kdaj je umrla Judita pa se ne ve natančno. Skoraj vsi znani viri kot datum njene smrti navajajo 14. marec leta 1105 ali kasneje, kajti tega leta je Boleslav III. z njo sklenil  sporazum, s katerim naj bi prejela znatno vsoto denarja, če bo ohranila politično nevtralnost. Gerard Labuda trdi, da je Judita zadnja leta svojega življenja preživela v Regensburgu s svojo hčerko Adelajdo, ženo Depolda III. Vohburga in Chama. Ker je bila poroka Adelajde in Depolda med letoma 1110–1118, je Judita umrla morda po tem datumu.  Pokopana je v samostanu v Admontu v Avstriji.